# Disney+
Disney+ (pronunciat Disney Plus) és un servei de subscripció de transmissió de vídeo en línia que és propietat i operat per la divisió Direct-to-Consumer & International (DTCI) de The Walt Disney Company.
El servei es va llançar als Estats Units el novembre de 2019 i se centra en el contingut de cinema i televisió de Walt Disney Studios. També es planegen pel·lícules i sèries originals basades en propietats noves i existents, inclòs el contingut basat en Marvel i Star Wars.
Està creat per a competir amb altres serveis de subscripció de transmissió de vídeo com Netflix, i complementarà a Hulu; el llançament de Disney+ coincidirà amb l'expiració d'un acord de distribució entre Disney i Netflix.
La versió de prova i d'accés gratuït es va llançar en Països Baixos el 12 de setembre de 2019, mentre que la versió definitiva té data de llançament a Espanya i altres països europeus pel 31 de març de 2020. A Mèxic i Amèrica Llatina (Excepte a Veneçuela) es llançarà a la fi de 2020.

## Història
L'agost de 2015, Disney va adquirir una participació minoritària en BAMTech (un spin-off del negoci de tecnologia de transmissió de MLB Advanced Mitjana) per 1.000 milions de dòlars, amb l'opció d'adquirir una participació majoritària en el futur. Després de la compra, ESPN va anunciar plans per a un projecte exploratori over-the-top basat a la seva tecnologia (ESPN+) per suplantar els seus serveis de televisió lineal existents. El 8 d'agost de 2017, Disney va invocar la seva opció d'adquirir una participació de control en BAMTech per $1.58 mil milions, augmentant la seva participació a 75 %. Juntament amb l'adquisició, la companyia també va anunciar plans per a un segon, el servei directe al consumidor de la marca Disney a partir del seu contingut d'entreteniment, que es llançaria després que la companyia finalitzi el seu acord de distribució existent amb Netflix el 2019.
El desembre de 2017, Disney va anunciar la seva intenció d'adquirir actius d'entreteniment clau de 21st Century Fox, en un acord per valor de més de 50 mil milions de dòlars. L'adquisició està destinada a reforçar la cartera de contingut de Disney per als seus productes de transmissió.
El gener de 2018, es va informar que l'exexecutiu d'Apple i Samsung, Kevin Swint, havia estat nomenat vicepresident sènior i gerent general del nou servei. Al juny del mateix any, l'expresident de màrqueting de Walt Disney Studios Motion Pictures, Ricky Strauss, va ser nomenat president de contingut i màrqueting per al servei. El 8 de novembre de 2018, el CEO de Disney, Bob Iger, va anunciar que el servei s'anomenaria Disney+, i que la companyia tenia previst el seu llançament a finals del 2019.
En 19 d'agost del 2019, Disney va confirmar que el servei es llançaria al Canadà, Països Baixos i Puerto Rico el mateix dia que als Estats Units, mentre que a Austràlia i Nova Zelanda succeiria el 19 de novembre del mateix any. En el cas d'Europa occidental s'estrenarà el 31 de març del 2020, mentre que Amèrica Llatina s'estrenarà a finals del mateix any. Una versió de prova i gratuïta va estar disponible en Països Baixos des del 12 de setembre, encara que aquesta no incloïa la programació original que va ser estrenada amb la versió oficial.

## Contingut
El contingut de la plataforma inclou totes les pel·lícules, sèries, i programes produïts o distribuïts per The Walt Disney Company i totes les seves filials (20th Century Fox, Pixar Animation Studios, Marvel Studios, LucasFilm, Blue Sky Studios, The Muppets).
El servei es construeix al voltant de les principals marques d'entreteniment de Disney, incloent-hi Walt Disney Studios, Walt Disney Animation Studios, Pixar, Marvel Studios, Lucasfilm i Disneynature i, provisionalment, les noves unitats adquirides per la companyia 21st Century Fox com: 20th Century Fox i Blue Sky Studios.
S'espera que el servei tingui aproximadament 7000 episodis de programes de televisió i 500 pel·lícules. Les pel·lícules de la biblioteca de Walt Disney Studios disponibles per a la seva transmissió a través del servei, inclouen funcions teatrals animades de Disney i Pixar, pel·lícules d'acció en viu de Disney, pel·lícules de l'Univers Cinematogràfic de Marvel i pel·lícules de Disneynature. El contingut del canal National Geographic, propietat de Fox, també s'inclourà, així com les produccions de 20th Century Fox Television que van ser transmesos pels canals FOX i FX.
L'objectiu de contingut original inicial del servei es va planejar per incloure de quatre a cinc pel·lícules originals i cinc programes de televisió amb pressupostos de 25 a 100 milions de dòlars. L'agost de 2018, es va informar que The Mandalorian, la sèrie planificada d'acció en viu de La guerra de les galàxies, costarà 100 milions de dòlars. Captain Marvel serà la primera pel·lícula de Disney d'estrena teatral que es transmetrà exclusivament en Disney+.

## Contingut doblat
- 101 dàlmates
- El geperut de Notre-Dame
- Hèrcules
- Mulan
- Tarzan
- Dinosaure
- L'emperador i les seves bogeries
- Atlantis: L'imperi perdut
- Lilo & Stitch
- El planeta del tresor
- Germà ós
- Els increïbles
- Cars
- Ratatouille
- WALL·E
- Bolt
- Up
- Toy Story 3
- Brave
- En Ralph, el destructor
- Frozen: El regne del gel
- Big Hero 6
- Del revés
- Star Wars episodi VII: El despertar de la força
- Zootròpolis
- Buscant la Dory
- Vaiana
- Star Wars: Els últims Jedi
- En Ralph destrueix internet
- Els increïbles 2
- Toy Story 4
- Frozen II
- Star Wars: L'ascens de Skywalker
- Onward
- Soul
- Jungle Cruise
- Raya i l'últim drac
- Red
- Lightyear
- Avatar: El sentit de l'aigua
- Elemental
- Indiana Jones i el dial del destí
- El regne del planeta dels simis
- Del revés 2

## Altre contingut doblat
- Anastàsia
- La platja
- Titan A.E.
- Ice Age: L'edat de gel
- La lliga dels homes extraordinaris
- Els quatre fantàstics
- Robots
- Ice Age 2: El desglaç
- Els 4 fantàstics i en Silver Surfer
- Austràlia
- Ice Age 3: L'origen dels dinosaures
- Prometheus
- Ron dona error

## Produccions originals

### Televisió
| Títol                                         | Gènere                  |            |
| En rodatge                                    | En rodatge              | En rodatge |
| --------------------------------------------- | ----------------------- | ---------- |
| High Fidelity                                 | Comèdia/Drama           |            |
| 101 Dalmatian Street                          | Animació                |            |
| High School Musical: The Musical              | Musical                 |            |
| Ink & Paint                                   | Sèrie-documental        |            |
| Marvel's What If...?                          | Animació Superherois    |            |
| Star Wars: The Clone Wars (temporada 7)       | Animació/Ciència-ficció |            |
| Legend of the Three Caballeros                | Animació                |            |
| The Mandalorian                               | Space opera             |            |
| Rogue One: Uprising                           | Space opera             |            |
| En desenvolupament                            |                         |            |
| Loki                                          | Superherois             |            |
| Wandavision                                   | Superherois             |            |
| Falcon and Winter Soldier                     | Superherois             |            |
| Monsters at Work                              | Animació                |            |
| Diary of a Female President                   | Comèdia                 |            |
| The Mighty Ducks: The Series                  | Comèdia/Drama           |            |
| Muppets Live Another Day                      | Comèdia                 |            |
| The Walt Disney Imagineering Documentary Show | Sèrie-documental        |            |

## Suport de dispositius i característiques del servei
Disney+ està disponible per a transmissió a través de navegadors web en PC, així com aplicacions en dispositius Apple iOS i Apple TV, dispositius mòbils Android i Android TV, Chromecast, dispositius Roku, PlayStation 4 i Xbox One. El contingut disponible en Disney+ també s'inclourà en l'aplicació Apple TV.
Disney+ permet set perfils d'usuari per compte, amb la capacitat de transmetre en quatre dispositius simultàniament i descàrregues il·limitades per veure sense connexió. El contingut es podrà transmetre en resolucions de fins a 4K Ultra HD en Dolby Vision i HDR10, amb so Dolby Atmos en dispositius compatibles. El contingut arxivat està disponible en anglès, espanyol, francès i holandès, mentre que el contingut original de Disney+ compta amb opcions d'idioma addicionals.

## Llançament
Disney+ es va llançar a tot el món a través d'un pla de desplegament, primer amb Estats Units, Canadà i Països Baixos el 12 de novembre de 2019, després a Puerto Rico, Austràlia i Nova Zelanda el 19 de novembre del mateix any.
Durant el primer dia del servei als Estats Units, Canadà i Països Baixos, l'aplicació de Disney + va ser descarregada 3,2 milions de vegades, convertint-se en l'aplicació més descarregada en App Store: gairebé el 89 % d'aquestes es van produir als Estats Units, mentre que 9 % van ser al Canadà i 2 en Països Baixos. En aquesta mateixa jornada, diversos usuaris van reportar errades tècniques a través de Twitter amb l'etiqueta #DisneyPlusFail: d'acord amb aquests, hi hauria hagut problemes per subscriure's o connectar-se al servei, la qual cosa seria el resultat del gran volum de tràfic rebut pel servidor al mateix temps. Altres problemes reportats van ser botons de reproducció que no apareixien en seleccionar una determinada pel·lícula o episodi d'una sèrie, així com continguts existents al catàleg que no figuraven en fer la seva cerca a la barra corresponent. Malgrat aquestes irregularitats, el 12 de novembre el servei acumulava més de 10 milions de subscriptors i s'havien consumit 1,3 milions d'hores de contingut; en contrast, aquest dia es van consumir 6 milions d'hores de contingut en Netflix.
D'acord amb els plans de l'empresa, el 31 de març de 2020 es llançarà en el Regne Unit, França i Europa Occidental, mentre que a l'Amèrica Llatina succeirà a finals del mateix any, i en altres regions com Àsia-Pacífic i Europa de l'Est el setembre de 2021.